# Joodse begraafplaats (Nijmegen)

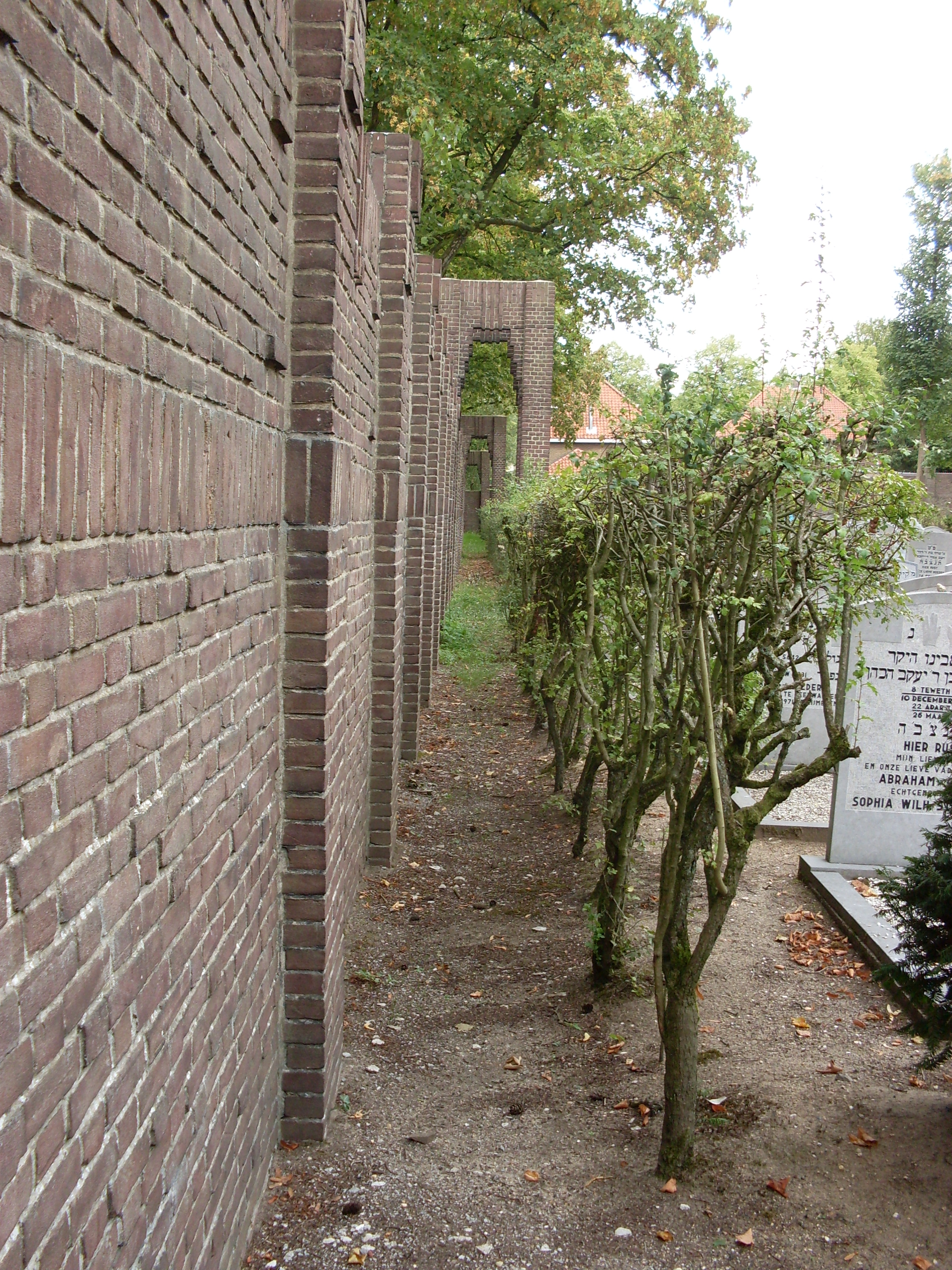
Tussen de muur en de graven is duidelijk een Kohaniempad aanwezig

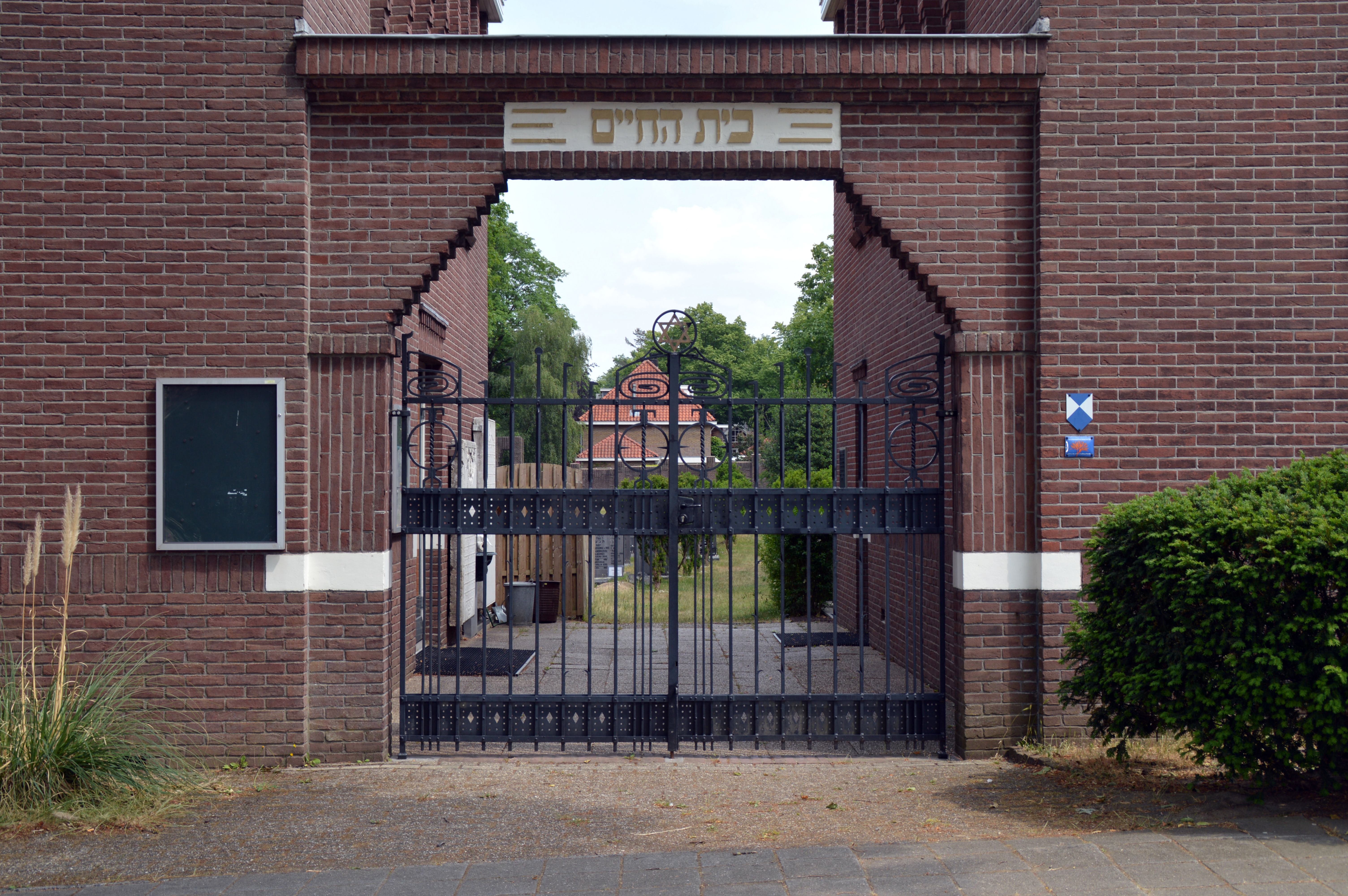
De poort met smeedijzeren hekwerk en plaquette

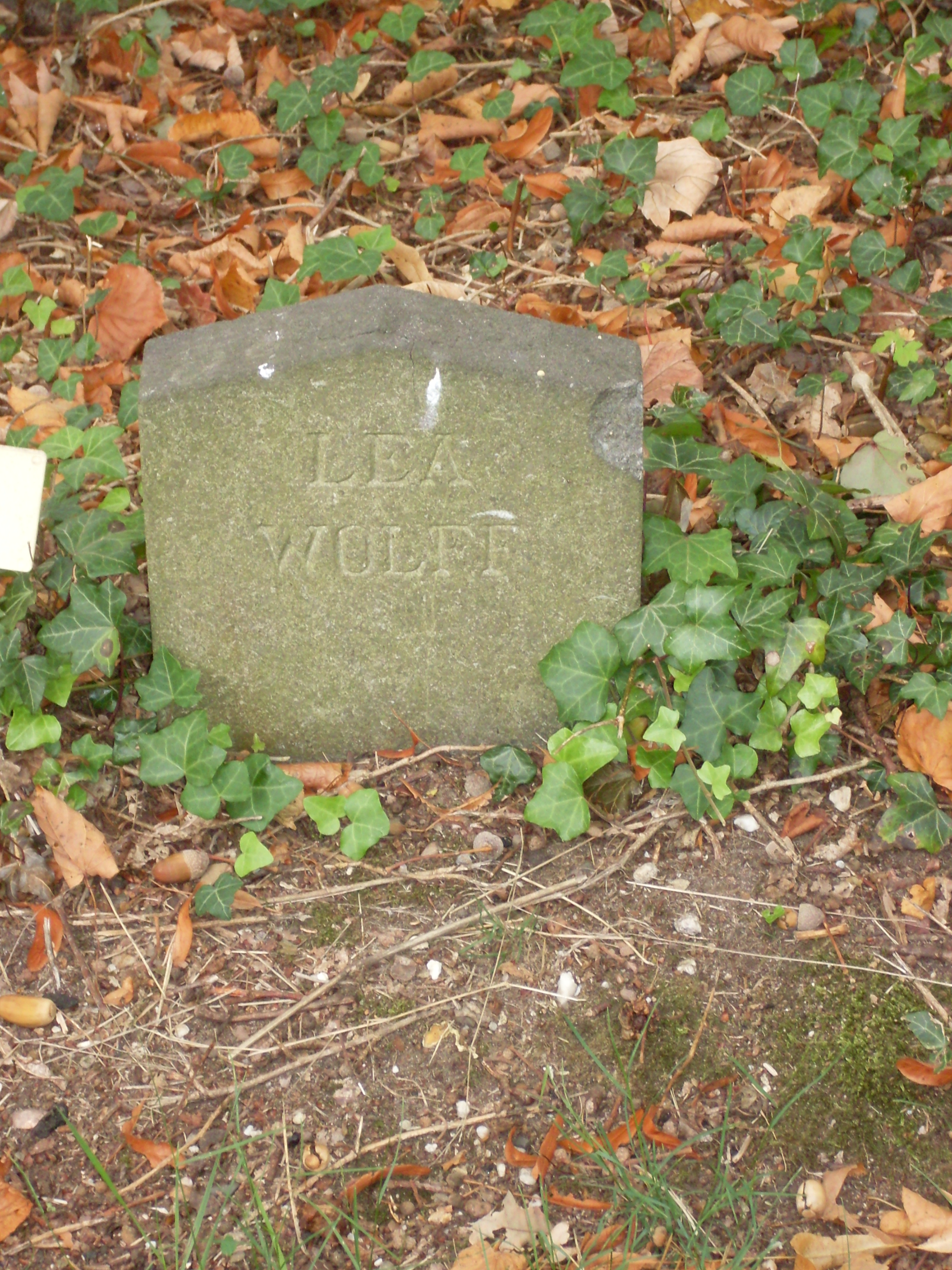
De kleine grafstenen dragen alleen een naam, of soms slechts het Hebreeuwse opschrift פנ

In de Nederlandse stad Nijmegen ligt aan de Kwakkenbergweg een Joodse begraafplaats. Op deze begraafplaats staan 327 grafstenen. De begraafplaats is nog steeds in gebruik.

## Geschiedenis
Reeds in de vroege Middeleeuwen was in Nijmegen een belangrijke Joodse gemeenschap. In 1328 is er sprake van een Joodse begraafplaats die in het oosten van de stad was gelegen. De toenmalige exacte locatie daarvan is niet bekend.

### Begraafplaats Mariënburg
In 1683 werd een stuk land gekocht bij Mariënburg, de huidige Tweede Walstraat. Hier begroeven de Joden gedurende ruim 200 jaar hun doden. Bij wet mocht er na 1811 niet meer binnen de stadsmuren begraven worden. In 1814 kreeg de Joodse gemeente alsnog toestemming om op de begraafplaats aan de Mariënburg te blijven begraven. Pas in 1891 was de begraafplaats zo vol, dat er werd uitgeweken naar de huidige begraafplaats aan de Kwakkenbergweg te Nijmegen. Hier wordt anno 2014 nog steeds begraven. Volgens een bron werden er tussen 1806 en 1811 ook Joden begraven op de Algemene Begraafplaats aan de Stenen Kruisstraat van Nijmegen. In totaal zouden er 51 mensen zijn begraven. Het is niet duidelijk of deze graven geruimd zijn. Volgens joods gebruik is ruimen alleen bij uitzondering toegestaan. Het ruimen en herbegraven elders dient onder strikt rabbinaal toezicht te staan. Echter, op geen enkele algemene begraafplaats in Nijmegen zijn nu nog Joodse graven bekend.
De Joodse begraafplaats aan de Mariënburg werd in 1962 geruimd. In totaal werden er 1300 graven geruimd. De resten werden herbegraven op de Kwakkenberg. Bij het betreden van deze begraafplaats ziet men links twee grote, witte grafstenen tegen de muur staan. Deze zijn afkomstig van Mariënburg.

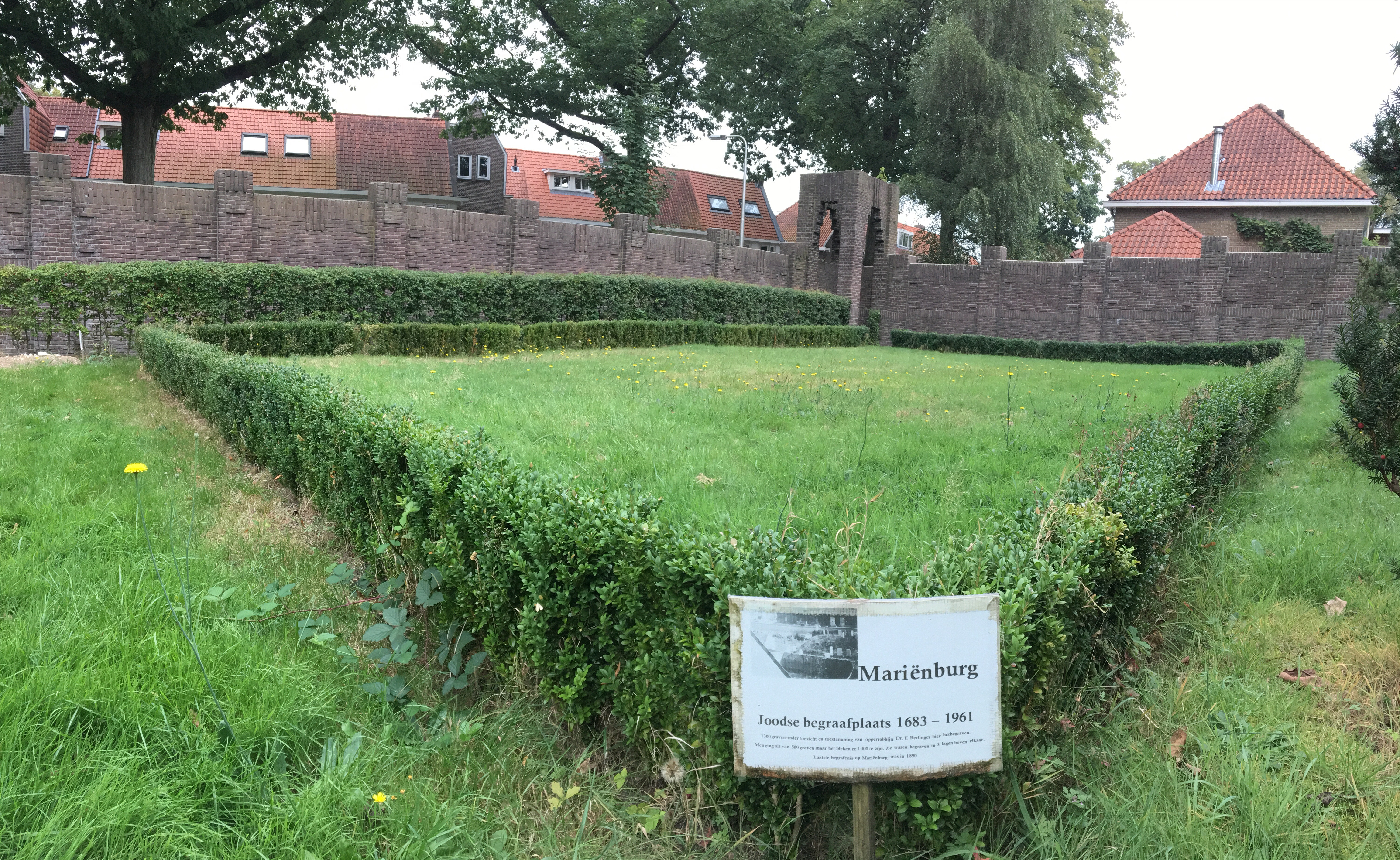
De plek op de begraafplaats waar de restanten liggen (2016).

## Begraafplaats Kwakkenbergweg
Op de begraafplaats aan de Kwakkenbergweg zijn wel mensen begraven, maar het maar deels bekend wie dat zijn. In vroeger tijden was er niet altijd geld voor een grafsteen. Soms werden grafstenen gestolen, of vielen ze stuk. Om het graf toch te markeren zijn veel kleine grafsteentjes geplaatst. Sommige dragen uitsluitend een naam, zonder nadere gegevens, andere dragen in het geheel geen tekst.
De plattegrond van deze begraafplaats heeft de vorm van een trapezium. Bij de toegang van de geheel ommuurde dodenakker staat rechts de beheerderswoning en links de aula. De muur, het hekwerk, de woning en de aula zijn ontworpen door Oscar Leeuw. Boven de poort met smeedijzeren hekwerk is een natuurstenen plaquette aangebracht, met de Hebreeuwse tekst בית החיים ( 'Huis der levenden'). 
Bij de aula is een klein halletje waar gedurende een begrafenisplechtigheid de Kohaniem verblijven. Deze Kohaniem (joodse priesters) dienen op gepaste afstand van een stoffelijk overschot te blijven. Het lichaam van een overledene wordt geacht onrein te zijn. Op de begraafplaats zelf is tussen de muur en een uit heesters bestaande heg een speciaal Kohaniempad aanwezig. Vanaf dit pad kan een Cohen een begrafenis van afstand bijwonen of het graf later bezoeken.
De begraafplaats aan de Kwakkenberg is gewoonlijk slechts voor nabestaanden toegankelijk. Alleen op Open Monumentendag is er een openstelling voor belangstellenden. Tussen 2008 en 2014 zijn zowel de de begraafplaats als de bijbehorende bebouwing geheel gerestaureerd.
Stichting Behoud Joodse Begraafplaats Nijmegen (SBJBN) heeft de Joodse begraafplaats in eigendom. Het alleenrecht voor gebruik van de begraafplaats is verleend aan de Nederlands-Israëlitische Gemeente Nijmegen (NIG). joodsebegraafplaats-nijmegen.nl

## Synagoge
In 1756 werd de synagoge aan de Nonnenstraat ingewijd. In 1913 werd de Nieuwe Synagoge, aan de Gerard Noodtstraat, in gebruik genomen. Deze synagoge wordt sinds 1945 niet meer als zodanig gebruikt. Van 1945 tot 2000 is er in de nabijgelegen joodse school, op nr. 123, een kleine synagoge geweest. In 2000 is dit gebouw verkocht door de Joodse Gemeente, waarna er een dagopvang voor kinderen in kwam. Sinds 2000 heeft de Stichting Synagoge Nijmegen (SSN)  de synagoge aan de Nonnenstraat 19-21 weer als zodanig in gebruik. Aan de Gerard Noodtstraat was tot 2018 het Natuurmuseum Nijmegen gevestigd. 